# Anna Löhr
Anna Löhr (* 10. Februar 1870 in Braunschweig; † 19. Mai bzw. 1. Dezember 1955 in Vechelade bzw. Vechelde) war eine deutsche Malerin, Zeichnerin und Grafikerin.

## Leben und Werk
Anna Löhrs Mutter ist wohl bei ihrer Geburt gestorben. Anna lebte zunächst zusammen mit ihrem Vater Wilhelm Löhr († 1918), einem Kaufmann, in der Wendenstraße 51.
Über ihre Jugend ist nichts bekannt. Nach der Schulausbildung ging sie auf die Braunschweiger Kunstgewerbeschule (Vorläuferin der heutigen Hochschule für Bildende Künste Braunschweig), wo sie unter anderem von Hans Herse und Johannes Leitzen unterrichtet wurde. Mit 20 zog sie nach Karlsruhe, um ihre Fertigkeiten an der dortigen Malerinnenschule zu perfektionieren. Bei Gustav Schönleber lernte sie vier Jahre lang die Landschaftsmalerei. Während dieser Zeit half sie ihrem Vater regelmäßig bei der Ernte, nachdem sich dieser einen Bauernhof in Harxbüttel (heute ein Stadtteil von Braunschweig) 10 km nördlich der Stadt gekauft hatte.
Ihr Vater heiratete 1896 ein zweites Mal. Seine zweite Ehefrau war die verwitwete Britin Lucy Trümpler aus Styal bei Manchester. Sie war acht Jahre jünger als Anna Löhr. Noch im selben Jahr wurde dem Paar ein Sohn geboren.
Anna Löhr zog 1898 nach München, wo sie sich von den Arbeiten des Pointillisten und Neoimpressionisten Charles Johann Palmié inspirieren ließ. Zu ihrem Bekanntenkreis gehörte in dieser Zeit u. a. die ebenfalls aus Braunschweig stammende Malerin Käthe Evers. Mit Palmié unternahm sie mehrere Studienreisen durch Deutschland und Frankreich, wodurch sie schließlich ihren eigenen Stil entwickelte. 1909 führte sie eine letzte Reise mit Palmié in die Bretagne.
1904 kehrte Löhr wieder nach Braunschweig zurück, um bis 1919 mit ihrer Familie zusammen in der Bammelsburger Straße 9 zu wohnen. Im März 1908 wurden einige ihrer Landschaftsbilder im Herzoglichen Museum Braunschweig, dem heutigen Herzog Anton Ulrich-Museum ausgestellt.
Später malte sie zahlreiche (Blumen-)Stillleben in Öl und als Aquarell auf Japanpapier. Oft hielt sie auch die malerische Braunschweiger Altstadt mit ihren – vor der Zerstörung im Zweiten Weltkrieg – zahlreichen Fachwerkhäusern fest oder war als Illustratorin tätig, z. B. für ein Buch von Paul Jonas Meier. In der Zeit der Hyperinflation in Deutschland, insbesondere nach dem verlorenen Ersten Weltkrieg war sie eine von vier Künstlern, die 1923 für das Braunschweiger Notgeld künstlerisch tätig waren. Anna Löhr lieferte Architekturdarstellungen von „Alt-Braunschweig“.
Durch alliierte Bombenangriffe während des Zweiten Weltkrieges verlor Löhr ihre gesamte Habe. In der Nachkriegszeit unterhielt sie in Braunschweig, Humboldtstraße 10, eine eigene Malschule.
Anna Löhr verstarb nach kurzer Krankheit in einem Pflegeheim in Vechelade. Viele ihrer Werke befinden sich heute in Privatbesitz, andere wiederum in Museen, wie dem Städtisches Museum Braunschweig. Im Braunschweiger Stadtteil Stöckheim wurde ihr zu Ehren 1989 eine Straße benannt.